# Westhausen (Baden-Württemberg)
Westhausen é um município da Alemanha, no distrito dos Alpes Orientais, na região administrativa de Estugarda, estado de Baden-Württemberg.